# جنیون پارتس
جنیون پارتس (انگلیسی: Genuine Parts) شرکت خرده‌فروشی آمریکایی است، که در سال ۱۹۲۵ تأسیس شد.